# 認知發展論
皮亚杰的認知發展理論 （英文：Piaget's theory of cognitive development，在下文称：认知发展论）是瑞士心理學家尚·皮亞傑(J.Piaget)所提出，被世界公認為20世紀發展心理學上最權威的理論。認知發展是指個體自出生後在適應環境的活動中，吸收知識時的認知方式以及解決問題的思維能力，其隨著年齡增長而改變的歷程。
在1919年，皮亚杰在巴黎的阿爾弗雷德·比奈实验室中進行研究工作時发现，不同年齡段的兒童在解決問題時“會犯下和其他儿童不同的錯誤，且每个儿童犯下的错误并不相同”，而他對此感到好奇。皮亞傑認爲任何兒童都擁有很豐富的認知能力，只是知識儲備致使其思考方式的不同。他對此針對兒童提出了四個認知發展階段，並通過反復的測試使其理論得到了相當的證實。
皮亞傑的研究方法不採用當時流行的等實驗組及多人資料統計的方式，而採用對於個別兒童（他女兒）在自然的情境下連續、細密的觀察紀錄他們對事物處理的智能反應，屬於質的研究。而他這種研究方式，廣為現時兒童心理學家所採用。
皮亞傑認爲，認知發展是個體逐漸成熟及外爍經驗所致心理過程的不斷同化與重組（基於此，該理論也被稱之爲“建構主義”）。兒童的心理建構的過程基於對周圍世界的不斷理解，不斷經歷他們成長過程中發現事物的差異，從而相應地調整他們的認知。認知發展過程是人類的核心，而人類語言語言的形成正是通過認知發展中所獲得的知識及理解為基礎。
在皮亞傑認知發展理論直接或間接地啓發了以兒童為中心的開放式教育理論。即使皮亞傑的理論獲得廣泛的認同，他也承認到該理論存有局限性：比如該理論僅支持階段性發展，而非其持續性。

## 理論
皮亞傑提出認知發展過程或建構過程有三個核心概念：
- 認知結構（cognitive structure）與基模 (schema)
  - 基模（图式）[6]：個體運用與生俱來的基本行為模式，瞭解周圍世界的認知結構。基模有時也稱為認知基模或图式。讓·皮亞傑將其視為為人類吸收知識的基本架構。
- 組織與適應：
  - 組織：指個體在處理其周圍事務時能統合運用其身體與心智的各種功能，達到目的的一種身心歷程。
  - 適應：在其理論中，指的是個體的認知結構或基模因環境限制而主動改變的心理歷程。在此過程中會因需要產生兩種彼此互補的心理。
    - 同化：個體運用其既有基模解決問題時，將遇見的新事物吸納入既有基模，此一新事物及同化在他既有基模之內，成為新的知識。
    - 顺应(調適)：在既有基模不能同化新知識時，個體主動修改其既有基模，而達到目的的歷程。
- 失衡與平衡
  - 平衡：當個體能輕易同化新知識經驗時，心理上自然會感到平衡。平衡有三種：
    - 第一種平衡是同化和顺应之間的聯繫。
    - 第二種平衡是個體基模中子系統的平衡。
    - 第三種平衡是一種調節個體部分知識與整體知識之間關係的平衡。

  - 失衡：當個體不能同化新知識經驗時，心理上自然會感到失衡。失衡時會產生一內在驅力,驅使個體改變既有基模。

## 情报的本质：操作性和象征性
皮亚杰认为现实是一种建构。现实的定义参考定义动态系统的两个条件。具体而言，他认为现实包含变换和状态。变换是指事物或人可能经历的各种变化。状态是指事物或人在不同变换之间所处的状态或外观。例如，形状或形式的变化（例如，液体在从一个容器转移到另一个容器时会重新成形，类似地，人类随着年龄的增长其特征也会发生变化），尺寸的变化（幼儿走路和跑步时会摔倒，但 7 岁以后，孩子的感觉运动解剖学发育良好，现在学习技能的速度更快），或空间和时间位置的变化（例如，不同的物体或人可能在一个时间出现在一个地方，而在另一个时间出现在另一个地方）。因此，皮亚杰认为，如果人类智能要具有适应性，它必须具备表现现实的变换和静态两个方面的能力。他认为操作智力负责对现实的动态或转换方面进行表现和操纵，而形象智力负责对现实的静态方面进行表现。 
操作智力是智力的主动方面。它涉及为跟踪、恢复或预测感兴趣的对象或人物的变化而采取的所有公开或隐蔽的行动。形象智力是智力的或多或少静态的方面，涉及用来记住介于变化之间的状态（即连续的形式、形状或位置）的所有表现手段。也就是说，它涉及感知、模仿、心理意象、绘画和语言。因此，智力的形象方面的意义源于智力的操作方面，因为状态不能独立于将它们相互连接起来的转换而存在。皮亚杰指出，智力的形象方面或表现方面从属于其操作和动态方面，因此，理解本质上源于智力的操作方面。 
在任何时候，操作智力都会构建世界理解的方式，如果理解不成功，操作智力就会发生变化。皮亚杰指出，理解和改变的过程包含两个基本功能：同化和顺应 。    

### 同化与适应
皮亚杰在教育领域的研究中，重点研究了两个过程，他将其称为同化和顺应。对皮亚杰来说，同化意味着将外部元素整合到生活或环境结构中，或者我们通过经验获得的结构中。同化是人类感知和适应新信息的方式。它是将新信息融入已有认知图式的过程。同化是指重新解释新的经验，以适应或同化旧观念，并据此分析新事实。当人类面对新的或不熟悉的信息时，会参考以前学过的信息来理解它，就会发生这种情况。相反，顺应是在环境中获取新信息并改变已有图式以适应新信息的过程。当现有图式（知识）不起作用，需要进行更改以应对新对象或情况时，就会发生这种情况。适应至关重要，因为人们将通过适应来继续诠释新概念、新模式、新框架等等。 
基于皮亚杰的见解，人们已经开发出各种教学方法 ，这些方法呼吁使用基于提问和探究的教育， 帮助学习者更坦率地面对他们先前存在的、有利于学习的图式所存在的各种矛盾。 
皮亚杰认为，人类大脑在进化过程中被设定为能够达到平衡，他认为，平衡最终会通过同化和适应等内部和外部过程来影响大脑结构。 
皮亚杰的理解是，同化和顺应缺一不可。它们是一枚硬币的两面。要将一个物体同化到现有的心理图式中，首先需要在一定程度上考虑或适应该物体的特殊性。例如，要将苹果识别（同化）为苹果，必须首先关注（适应）该物体的轮廓。要做到这一点，需要粗略地辨别出物体的大小。发展可以增强这两种功能之间的平衡。当它们相互平衡时，同化和顺应会生成操作智力的心理图式。当一种功能主导另一种功能时，它们会产生属于形象智力的表现。 

### 认知平衡
皮亚杰同意大多数其他发展心理学家的观点，认为发展有三个非常重要的因素：成熟、经验和社会环境。但他的理论的不同之处在于，他增加了第四个因素——平衡，它“指的是有机体试图保持其认知图式的平衡“。另请参阅Piaget和Boom的详细论述。 
平衡是引导认知发展的动力要素。作为人类，我们天生就需要理解我们在世界各个方面遇到的事物，以便加深对世界的理解，并最终在其中蓬勃发展，这就是平衡概念发挥作用的地方。如果孩子接触到的信息不符合他或她先前持有的认知模式，就会出现失衡。可以想象，这对孩子来说是不令人满意的，所以他或她会试图去弥补。这种不一致可以通过以下三种方式之一来解决：孩子要么忽略新发现的信息，要么将信息融入已有的认知模式，要么通过修改不同的认知模式来适应这些信息。使用任何一种方法都可以使孩子恢复平衡状态，但是，根据呈现给孩子的信息，这种平衡状态不太可能永久保持。

举个例子，假设戴夫是一个三岁的小男孩，从小在农场长大，经常看到马。有一天，他被父母带到动物园，第一次看到了大象。他立刻喊道：“妈妈，看，马！”因为戴夫没有大象的图式，所以他根据大象的大体型、颜色、尾巴和长脸，把大象理解成了马。他一直以为大象就是马，直到妈妈纠正他。戴夫收到的新信息让他失去了平衡。现在，他必须做三件事之一。他可以：
（1）转过头，走向另一组动物，忽略新出现的信息；
（2）扭曲大象的定义特征，以便将其融入到他的“马”图式中；

（3）他可以修改他先前存在的“动物”图式，通过稍微改变他对动物的认识来适应关于大象的新信息。
随着年龄的增长，发展阶段会进入更高的阶段。话虽如此，随着年龄的增长，先前持有的方案（以及持有这些方案的孩子）更有可能面临不一致的信息。Silverman 和 Geiringer 认为，通过让孩子接触反映更高而非更低发展阶段的概念，改变孩子的思维模式会更容易成功。此外，与低于其发展水平或高出其水平两个或多个阶段的模仿行为相比，高于其发展水平一个阶段的模仿行为更容易影响孩子。   

## 階段觀
皮亞傑把兒童的認知發展分成以下四個階段：
1. 感知运动阶段（感覺動作期，Sensory Motor Stage，0-2歲）：1歲時發展出物體恆存性的概念，以感覺動作發揮其基模的功能。由本能的反射動作到目的性的活動。
2. 前運算阶段（前運思期，Pre-Operations Stage ，3-7歲）：已經能使用語言及符號等表徵外在事物，不具保留概念，不具可逆性，以自我為中心，能思維但不合邏輯，不能見及事物的全面性。
3. 具体運算阶段（具體運思期，Concrete Operations Stage，8-11歲）：能根據具體經驗思維解決問題，能使用具體物之操作來協助思考，能理解可逆性與守恆的道理。
4. 形式運算阶段（形式運思期，Formal Operations Stage，12歲以上）：開始會類推，有邏輯思維和抽象思維。能按假設驗證的科學法則思考解決問題。

這四個階段有以下的特色：
1. 發展順序不變，但具有個別差異。
2. 具有普遍性（不具文化特別性）。
3. 依賴認知發展，但可普遍化為其它功能。
4. 各發展階段都是在邏輯上有組織的整體。
5. 各階段的順序是自然的階層（所有成功發展的階段都會有前面階段的元素參與合作，但後一階段比起前面的階段，更加不同，而且更加統整）。
6. 每個階段，在思考模式上會表現出質的不同，而不僅僅是量的差異。

### 感知運動階段[31]
“在這個階段，嬰兒通過協調感覺經驗（例如看或聽）與身體的肌肉運動，來建構對世界的理解（如看到和聽到的是對世界的理解）。”“嬰兒以肢體動作接觸周遭環境的過程中, 逐漸認識這個世界。”“嬰幼兒從出生時的本能反射行為，到本階段結束時，開始出現符號思維。”。
- 年齡：感知運動階段的跨度，大約為從出生到2歲。

- 表現：在最初的幾個月中，嬰兒的大部分行動都是以天生的有限基模（schemas）（皮亞傑理論中個體能夠理解世界的心理結構）為基礎，例如吮吸、觀看、抓握和推。在第一年中，感覺運動序列得到改善、組合、協調和整合。隨著他們發現自己的行為對外界有影響，他們的行為變得更加豐富多彩。

- 特征：兒童以生來就有的一小部分感覺運動反應開始了生活。兒童發展出客體恆常性和開始進行符號思維。

- 分段：皮亞傑將感知運動階段又分為6個子階段：

| 子阶段                                                     | 月龄      | 描述 |
| ---------------------------------------------------------- | --------- | --- |
| 1 简单反射                                                 | 出生-6周  | 通过先天的反射行为来协调感觉和行为。皮亚杰描述了三种基本的反射：用嘴来吮吸物体；用眼睛扫视或直视物体；以及当一个物体接近手时，用手掌去抓握（达尔文反射）。到第6周以后，这些反射开始变为有意识的行为：例如，达尔文反射变成了有意的抓握。 |
| 2 第一习惯和初级循环反应阶段                               | 6周-4个月 | "协调感觉和两种类型的图式：反射動作和初级循环反应（嬰兒重复做最初偶然发生的事件）。反应的主要焦点仍集中于婴儿自身的身体." 。作为这种反应的例子，婴儿可能会重复用手通过他们脸的动作。此外，在这一阶段，因为古典制約反射或操作制約反射而引起被动反应。 |
| 3 次级循环反应阶段                                         | 4-8个月   | 习惯的发展。婴儿的关注对象从集中于自身转移到更为关注于物体；他们会重复那些带来有趣的或令人愉快的结果的行为 。这一子阶段，主要是发展了视知觉与抓握（prehension）之间的视—动协调（visual-motor coordination）。在这一子阶段，出现三种新的能力：有意识地抓住所需物体，次级循环反应，以及目的和手段之间的分化。在这一子阶段，婴儿能够有意识地抓住所需对象方向的空气，经常成为朋友和家人的娱乐。次级循环反应，或者说重复一个涉及外部对象的行为开始了。例如，转动一个开关，反反复复开关一盏灯。有意识的目的和手段之间的协调还没有正式发生。一样完全被藏起来的物体没有寻找的想法。 |
| 4 次级循环反映的协调阶段                                   | 8-12个月  | 視覺和觸覺 - 手-眼協調；基模（schemes）與意向（intentionality）的協調。“ 這一子階段，主要是發展目的和手段之間的協調能力。擁有了皮亞傑所說的“第一次真正的智力。”此外，這一階段標誌著目標取向的開始，蓄意的分步驟計劃，以完成一個目標。例如在一次明顯藏匿處把物體找到，在其他人把物品當著它面的時候轉移到其他處，它還是會重複在上一個地方找尋，如果找找不到，就放棄。。 |
| 5 三级循环反应阶段、新颖性（novelty）和好奇心（curiosity） | 12-18个月 | 婴儿变得对物体的许多属性，以及他们可以对物体做很多事情，而感到好奇，他们尝试新的行为。这个子阶段的主要特征，是发现新的手段，来达成目标。皮亚杰描述了儿童这时正处于“年轻的科学家”的关键时刻。例如在上一次曾经看到物体的地方去找那个物体。但是对于背后隐藏的物体转移无法成功找寻。 |
| 6 基模的内化                                               | 18-24个月 | 嬰兒發展了使用原始符號，形成持久的心理表象（representation）的能力。這個子階段主要特徵是出現了頓悟（insight），或者真正的創造性。例如有3個地方可以藏匿物體，它在一個地方找不到以後會再另外兩個地方繼續找尋，甚至背對孩子藏匿物體後，孩子堅持尋找，直到找到，這也象徵著孩子的認知發展正處於通往前運算階段的階段。 |

“到感知运动阶段的末期，认识到对象是独立于自身，并且是永恒的。物体恒存（Object permanence）是对物体即使不能看见、听到或触摸到，仍继续存在的理解。皮亚杰认为，获取对物体恒存的认识，是婴儿最重大的成就之一。

### 前運思階段[31]
通過觀察遊戲的過程，皮亞傑能夠證明，幼兒在接近兩歲時，發展出新的心智能力。
運思（Operatory Thought）在皮亞傑理論中是對於物體的任何心理行為過程。前運思階段的特點是頭腦可運作但動作不可逆。在這一階段，兒童運思會產生一些錯誤特點，比如思維以自我中心為主：難以采取對方的角度。
根據皮亞傑理論，該階段在感知運動階段之後(2-7歲)，包括以下運算錯誤類型:
- 自我中心：表現為難以採取別人的角度去看待問題，產生偏差。

- 分類不按上位概念和下位概念：表現為物體有兩種，有生命和無生命。有生命的為上位概念，他的下位概念比如為動物-哺乳類-狗-臘腸犬。如果人拿圖片(共8隻狗，3隻臘腸犬，5隻公主狗)問孩子，臘腸犬多，還是狗多，通常孩子回答狗多。

- 擬人化思維：表現為賦予無生命的物體以人一樣的想法，目標與感受。

- 缺乏守恆概念：表現為通過皮亞傑的守恆實驗（質量，體積和數量守恆），皮亞傑認為前運思階段的兒童不能理解原來的形式改變以後，物體的質量，體積和數量不變；如將同樣的水倒進高而細的容器，和倒入矮而粗的容器，水的總數不變。

前運思階段又可以分為兩個子階段。

#### 符號功能子階段
包括2-4歲的階段，兒童能夠闡明不在現場之物體的形象。心智能力的其他例子包括語言和角色扮演遊戲。雖然在過程中有進步，但是仍然有諸如「自我中心」和「擬人化思維」的限制。「自我中心」表現為兒童不能區分他們自己的觀點與他人的觀點。兒童傾向於選擇他們所看到的，而不是顯示給他人的真實情況。有一個例子，皮亞傑和巴貝爾做了一個實驗。給孩子們看關於一座山的三張圖片，問他們一個旅行的娃娃, 在不同的角度將會看到什麽。孩子都挑選他們自己所見到的，而不是娃娃實際上的視角。「擬人化思維」相信沒有生命的物體也可以行動，並將無生命的物體賦予生命的特征。有一個例子是兒童相信是人行道發了瘋，才讓他們跌倒。

#### 直覺思維子階段
包括4-7歲之間的階段。這個階段的孩子變得非常好奇，問很多問題，開始使用原始的推理。出現了對推理的興趣，並想知道事物為什麽會是這個樣子。皮亞傑將其稱為直覺思維子階段，因為兒童擁有關於許多事物和現象的知識，然而並不知道這些事物和現象背後的原理。前運思思維涉及到「集中偏向」和「缺乏守恆概念」。集中偏向是將所有的注意力集中在事物的一個特征，而不去注意其它特征。集中偏向反映在缺乏守恆概念中。守恆的意思是，改變一種物質的外觀，並不會改變它的基本性質。 兒童在這個階段不知道守恆。他們無法掌握這樣的概念：液體可以保持不變，而與容器的形狀無關。在皮亞傑最有名的試驗中，讓一名兒童觀察兩個裝有等量液體的相同燒杯 , 孩子通常會注意到，兩個燒杯擁有等量的液體。但是將其中一個燒杯的液體倒入一個較高的容器時，通常小於7或8歲的兒童就會說現在的兩個燒杯含有不等量的液體。 孩子只是側重於容器的高度和寬度，而不具有整體的概念。皮亞傑認為，如果兒童未能通過液體守恆試驗，這是一個跡象，表明他們處於認知發展的前運思階段。兒童同樣也不具有數量，長度，體積，面積等方面守恆的概念。另一個例子是，給孩子看7隻狗和3隻貓的圖片，問他們狗是否比貓多，孩子們會回答"是"。但是當被問貓是否比狗多，孩子將再次回答"是"。這樣在邏輯上基本的錯誤，顯示兒童在解決問題時處於直覺和真正的邏輯推理之間的過渡期，兒童在幾年後才會獲得真正的邏輯推理。
皮亞傑認為，在前兩個階段，兒童主要是通過模仿和遊戲來進行學習，因為他們通過內部化的活動來建構符號意象。
在其他國家進行的研究，證明皮亞傑的理論具有普遍的意義。心理學家帕特裏夏菲爾德在西非國家塞內加爾進行了類似皮亞傑的燒杯實驗。她的結果表明，只有百分之五十的10-13歲孩子具有守恆概念。在其他文化中，如澳大利亞中部和新幾內亞，也得到了類似的結果。如果成年人不能獲得這一概念，他們就無法理解他人的觀點。人們還發現，如果守恆概念在某個國家未被廣泛接受，這個概念可以教給孩子，訓練可以提高孩子的理解。 因此，我們注意到，達到對守恆概念的理解所具有的年齡差異，是基於所在文化對這些試驗的教導程度。
皮亞傑認知發展理論的下一個階段是具體運思階段。

### 具體運思階段
從7歲到12歲，表現為兒童獲得邏輯運算能力的基礎，例如，時間，空間等概念。該階段的重要進展是：
- 克服自我中心：兒童多方面看問題以解決問題。

- 因果關係：兒童開始理解一些物理和生物方面的運轉過程，而不單純用擬人化思維來理解。

- 可逆性：兒童理解數字或物體改變後，可以回到原來的狀態。

- 守恒：懂得條目的數量或長度與物體或條目的排列或外觀無關。

- 連續性：根據大小、形狀或其他特征排列物體的能力。

- 分類：命名並根據外觀、大小或其他特征給一批物體進行分類的能力，包括一類物體可以包括另一類的觀念。

### 形式運思階段
這個階段在具體運思階段之後，從大約12歲開始，持續到成年時期。表現為獲得抽象思維能力和從可得到的信息得出結論。當兒童進入青春期，皮亞傑說，許多人可以熟練解決假設命題並使用演繹邏輯作為系統性解決問題的方法: 如果A，則B。另外還有比例性思維的產生。以下不同觀點值得注意：皮亞傑理論意味著認知能力的突然改變。

## 方案、图式和阶段背后的假定物理机制
首先要注意“图式”（类似于一维的动作指令列表。例如，引导用户完成单独的笔画）和比喻性“图式”（又称“schemata”，类似于二维绘图/草图或虚拟三维模型）之间的区别；参见图式。这种区别（译者常常忽略）被皮亚杰和因海尔德以及其他+（附录第 21-22 页）所强调；在更早的（1958 年）心理学词典中也有所提及。
在1967 年，皮亚杰考虑了RNA分子作为其尚属抽象的图式（他将其提升为行动单位）的可能体现——尽管他并未得出任何确切的结论。当时，由于瑞典生物化学家霍尔格·海登（Holger Hydén）等人的研究，RNA浓度确实已被证明与学习相关。  
迄今为止，除了一个例外，我们无法通过传统的直接观察和逻辑推理来研究此类 RNA 假说。唯一的例外是，此类超微型位点几乎肯定需要使用光通信，而最近的研究表明，神经纤维确实可以传输光/ 红外线（除了它们公认的作用之外）。然而，对由于实际原因本质上无法观察的现象进行间接研究符合科学哲学，尤其是科学实在论。其技巧在于从间接证据中构建一个合理的跨学科案例（就像儿童在概念发展过程中所做的那样）。然后保留该模型，直到它被可观察或其他新证据推翻，届时需要进行新的调整。
本着这种精神，现在或许可以说 RNA/红外模型是有效的（可以解释皮亚杰的高级智力）。无论如何，当前的状况为进一步的检验和在多个方向上的进一步发展开辟了道路，包括皮亚杰议程中更精细的要点。

## 实际应用
家长可以通过多种方式运用皮亚杰理论来支持孩子的成长。教师也可以运用皮亚杰理论来帮助学生。例如，最近的研究表明，同一年级、同一年龄的儿童在衡量基本加减运算准确性的任务上表现不同。处于前运算水平和具体运算水平的儿童在执行算术运算（例如加减运算）时的准确性相似；然而，具体运算水平的儿童在执行加法和减法运算时总体上精度更高。教师可以通过与学生及其家长讨论教学大纲，运用皮亚杰理论来了解班上每个孩子在每门学科上的表现。 
每个人的认知发展阶段各不相同。认知发展或思维是一个从生命开始到结束的主动过程。智力的进步源于每个年龄段和发展阶段的人都在寻求认知平衡。为了实现这种平衡，最简单的方法是用已有的观念来理解新的体验。婴儿学会了用抓取熟悉物体的方式抓取新物体，成年人则将当天的头条新闻解释为他们既有世界观的证据。 
然而，将标准化的皮亚杰理论和程序应用于不同社会，结果却大相径庭，这导致一些人推测，不仅某些文化比其他文化更容易产生认知发展，而且如果没有特定的文化体验和正规的学校教育，发展可能会在某个阶段停止，例如具体的运算阶段。一项程序遵循日内瓦开发的方法（即水位任务）。向参与者展示两个周长和高度相等的烧杯，里面装满了等量的水。将一个烧杯中的水倒入另一个周长更高、更小的烧杯中。来自特定年龄段非文盲社会的儿童和年轻人更有可能认为更高、更薄的烧杯中的水更多。另一方面，一项关于修改测试程序以适应当地文化的效果的实验产生了不同的结果模式。在修改后的程序中，参与者用自己的语言解释，并指出虽然水现在“更多”，但数量是一样的。
福尔曼（Formann） 也将皮亚杰的水位任务应用于老年人。结果显示，随着年龄的增长，老年人的表现呈非线性下降。